# Pandiborellius awashensis
Espèce
Synonymes
- Pandinus awashensis Kovařík, 2012

Pandiborellius awashensis est une espèce de scorpions de la famille des Scorpionidae.

## Distribution
Cette espèce est endémique de la région Afar en Éthiopie. Elle se rencontre vers Awash.

## Description
Le mâle holotype mesure 110 mm et la femelle paratype 83 mm.

## Systématique et taxinomie
Cette espèce a été décrite sous le protonyme Pandinus awashensis par Kovařík en 2012. Elle est placée dans le genre Pandinurus par Rossi en 2015 puis dans le genre Pandiborellius par Kovařík, Lowe, Soleglad et Plíšková en 2017.

## Étymologie
Son nom d'espèce, composé de awash et du suffixe latin -ensis, « qui vit dans, qui habite », lui a été donné en référence au lieu de sa découverte, le parc national d'Awash.

## Publication originale
- Kovařík, 2012 : « Review of the subgenus Pandinurus Fet, 1997 with descriptions of three new species (Scorpiones, Scorpionidae, Pandinus). » Euscorpius, no 141, p. 1-22 (texte intégral).